# تاکوجی مییوشی
تاکوجی مییوشی (انگلیسی: Takuji Miyoshi؛ زادهٔ ۲۰ اوت ۱۹۷۸) بازیکن فوتبال اهل ژاپن است.
از باشگاه‌هایی که در آن بازی کرده‌است می‌توان به باشگاه فوتبال آویسپا فوکوئوکا و باشگاه فوتبال ساگان توسو اشاره کرد.